# Eduardo Esidio
José Eduardo Esídio (né le 17 novembre 1970 à Santa Rita do Passa Quatro dans l’État de São Paulo) est un footballeur brésilien, cousin de l'international Nílson.

## Biographie

### Carrière en club
Esidio se fait connaître au Pérou en jouant pour les deux clubs les plus titrés du pays, l'Universitario de Deportes et l'Alianza Lima. Mais c'est avec le premier qu'il atteint la consécration en remportant trois championnats d'affilée en 1998, 1999 et 2000. Lors de cette dernière année, il marque 37 buts (en 38 matchs) et établit le record de buts en une seule saison en championnat du Pérou, avant d'être détrôné en 2018 par Emanuel Herrera (40 buts). Il remporte un dernier titre avec l'Alianza Lima en 2001 avant de rentrer au Brésil.
Il dispute lors de son passage au Pérou, 13 matchs en Copa Libertadores, inscrivant un but, et deux rencontres en Copa Sudamericana.

### Vie privée
En 1998, à l'âge de 27 ans, Esidio apprend qu'il est porteur du VIH. Il s'agit du troisième cas avéré chez un footballeur professionnel après le Brésilien Gérson da Silva (en) (1965-1994) et le Nigérian Eja Abdulrashid Adams (1980-2006).

## Palmarès

### Au Brésil
| União São João - Brasileiro Série C (1) : - Champion : 1988. |  | Marília AC - Campeonato Paulista Série A2 (1) : - Champion : 2002. |

### Au Pérou
| Universitario de Deportes - Championnat du Pérou (3) : - Champion : 1998, 1999 et 2000. - Meilleur buteur : 2000 (37 buts). |  | Alianza Lima - Championnat du Pérou (1) : - Champion : 2001. |